# Aulocara brevipenne
Aulocara brevipenne är en insektsart som först beskrevs av Bruner, L. 1905.  Aulocara brevipenne ingår i släktet Aulocara och familjen gräshoppor. Inga underarter finns listade i Catalogue of Life.